# Georgetown (Ohio)
Pour les articles homonymes, voir Georgetown.
Georgetown est une ville de l'État de l'Ohio, aux États-Unis.
Elle est le siège du comté de Brown.

## Géographie
Selon les données du Bureau du recensement des États-Unis, Georgetown a une superficie de 9,6 km² (soit 3,7 mi²) entièrement en surfaces terrestres.

## Démographie
Georgetown était peuplée, lors du recensement de 2000, de 3 691 habitants.